# Nigar Jamal
Nigar Jamal (născută Mutallibzadeh, azeră Nigar Camal (Mütəllibzadə); uneori cunoscut ca Nikki Jamal - n. 7 septembrie 1980 în Baku, Uniunea Sovietică) este o cântăreață azeră care locuiește în Londra din 2005. Printre genurile muzicale abordate de Jamal se numără R&B, soul și muzica pop. Ea a câștigat Concursul Muzical Eurovision 2011 cu Eldar Gasimov, participând sub pseudonimul Ell & Nikki.

## Viața timpurie
În 1997, ea a intrat la Universitatea Statală Azeră, cu specializare economie și management. Înainte de a deveni o cântăreață, Nigar Jamal a fost casnică timp de cinci ani. Într-un interviu pentru The Sun a mărturisit că o dată a încercat să participe la X Factor, dar a ajuns prea târziu la preselecții. Jamal a declarat că este inspirată de Christina Aguilera, Alicia Keys, Brandy Norwood, Craig David și Chris Brown.

## Cariera

### Concursul Muzical Eurovision 2011

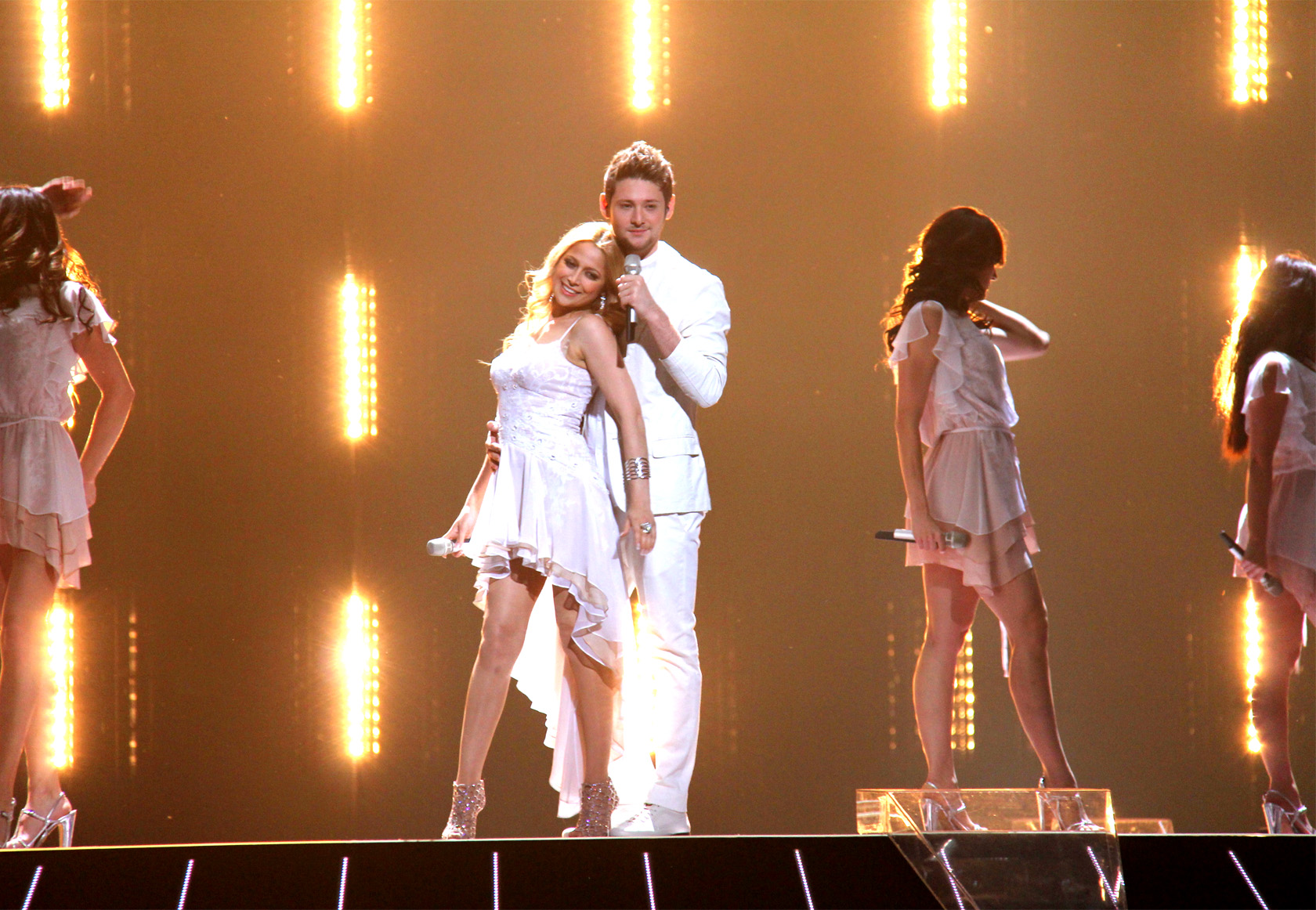
Nigar (stânga) și Eldar (dreapta)

În decembrie 2010, Jamal a luat parte la selecția națională azeră, Milli Seçim Turu 2011. S-a calificat în finala selecției, cu 11 puncte, la egalitate cu Ilhama Gasimova, împreună cu alți patru artiști în finala de pe 11 februarie 2011, unde ea și Eldar Gasimov a câștigat dreptul de a reprezenta Azerbaidjanul la Concursul Muzical Eurovision 2011 din Düsseldorf, Germania, din mai 2011. Cei doi artiști au cântat piesa "Running Scared" sub pseudonimul Ell & Nikki, cu versurile scrise de Stefan Örn și Sandra Bjurman din Suedia și Iain Farquharson din Marea Britanie, piesă care a câștigat cu un total de 221 de puncte.

### 2011–prezent: După Eurovision
După ce a câștigat Eurovisionul în 2011, Jamal și Gasimov au ținut mai multe concerte în mai multe țări. În Azerbaidjan au fost tipărite 15.000 de timbre poștale în valoare de 1 azerbaidjan manat. Germania, de asemenea, a tipărit timbre poștale în valoare de €0.45. Timbrele poștale din Azerbaidjan și Germania au fost dedicate victoriei lui Eldar și Nigar din concursul din 2011.
În septembrie 2011, s-a anunțat că Nigar Jamal va apărea într-unul din episoadele din serialul turc de comedie Yahși Cazibe.  În 2012, ea a fost printre cei cinci muzicieni din Azerbaidjan care au făcut parte din juriul selecției naționale daneze a Eurovision 2012.
Pe 1 decembrie 2011, Nikki a lansat primul ei cântec post-Eurovision și un videoclip intitulat „Crush on You”. A mai lansat duetul "Qal" ("Stay") cu Miri Yusif; și un alt duet cu câștigătorul de la Eurovision 2008, Dima Bilan, intitulat „Come Into My World”.
Pe 11 august 2012, ea și-a lansat albumul de debut intitulat „Play With Me”. Ea a colaborat la album cu compozitorul danez Boe Larsen.
La începutul anului 2014, a fost unul din jurații de la X Factor Turcia, dând din postura de antrenor și câștigătorul competiției.

## Viața personală
Nigar Jamal locuiește în Enfield, Londra cu soțul ei Haluk Cemal, care este de origine cipriotă și turcă, cu care are două fiice, Jasmine și Saida. Susține mișcarea Make Roads Safe.

## Discografie

### Single
| An   | Single                                              | Poziție de vârf | Poziție de vârf | Poziție de vârf | Poziție de vârf | Poziție de vârf | Poziție de vârf | Poziție de vârf | Poziție de vârf | Poziție de vârf | Poziție de vârf | Poziție de vârf | Certifications | Album        |
| An   | Single                                              | TUR             | AUT             | BEL (Vl)        | GER             | IRE             | NL              | ROM             | RUS             | SVK             | SUI             | UK              | Certifications | Album        |
| ---- | --------------------------------------------------- | --------------- | --------------- | --------------- | --------------- | --------------- | --------------- | --------------- | --------------- | --------------- | --------------- | --------------- | -------------- | ------------ |
| 2011 | "Running Scared" (with Eldar Gasimov)               | —               | 22              | 37              | 33              | 41              | 59              | 99              | 10              | 50              | 11              | 61              | —              | Play With Me |
| 2011 | "Crush On You"                                      | —               | —               | —               | —               | —               | —               | —               | —               | —               | —               | —               | —              | Play With Me |
| 2012 | "Qal" ("Stay") (with Miri Yusif)                    | —               | —               | —               | —               | —               | —               | —               | —               | —               | —               | —               | —              | —            |
| 2012 | "Come Into My World" (with Dima Bilan)              | —               | —               | —               | —               | —               | —               | —               | —               | —               | —               | —               | —              | Play With Me |
| 2012 | "Play With Me"                                      | —               | —               | —               | —               | —               | —               | —               | —               | —               | —               | —               | —              | Play With Me |
| 2012 | "One With The Music"                                | —               | —               | —               | —               | —               | —               | —               | —               | —               | —               | —               | —              | Play With Me |
| 2012 | "Sevdiyimə nifrət edirəm" ("I hate the one I love") | —               | —               | —               | —               | —               | —               | —               | —               | —               | —               | —               | —              | —            |
| 2015 | "Broken Dreams"                                     | 1               | —               | —               | —               | —               | —               | —               | —               | —               | —               | —               | —              | —            |
| 2015 | "Herhalde" feat. Berksan                            | —               | —               | —               | —               | —               | —               | —               | —               | —               | —               | —               | —              | —            |